# Me Against the Music
"Me Against the Music" é uma canção da artista musical estadunidense Britney Spears, contida em seu quarto álbum de estúdio In the Zone (2003). Conta com a participação da cantora compatriota Madonna. Foi composta por ambas com o auxílio de Thabiso "Tab" Nikhereanye, Terius Nash, Gary O'Brien, Christopher "Tricky" Stewart e Penelope Magnet, enquanto a sua produção ficou a cargo dos dois últimos. Após encontrarem-se com Spears durante uma noite em Nova Iorque, Stewart e Magnet começaram a trabalhar na canção para Spears. Durante os ensaios para o MTV Video Music Awards de 2003, Spears apresentou a faixa para Madonna e pediu-lhe para fazer uma participação especial no tema. O tema foi enviada para estações de rádios estadunidenses em 8 de agosto de 2003, servindo como o primeiro single do projeto. Além de ser comercializado em formato físico e digital.
"Me Against the Music" é uma canção musicalmente derivada do dance e do hip hop, enquanto a sua instrumentação apresenta o uso de guitarras de funk. Spears e Madonna compartilham linhas durante os versos, e Madonna canta sozinha durante a ponte. Liricamente, Spears e Madonna entoam sobre os prazeres de se soltarem na pista de dança. A faixa recebeu análises mistas da mídia especializada, em que alguns críticos a prezaram por ser uma das músicas mais fortes de In the Zone, enquanto outros referiram-se ao tema como medíocre e decepcionante. A música venceu o prêmio de Hot Dance Single of the Year durante os Billboard Music Awards de 2004. O tema obteve êxito comercial ao liderar as tabelas da Austrália, do Canadá, da Dinamarca, da Europa e de outras seis nações, enquanto listou-se entre os dez primeiros na Alemanha, na Bélgica, na Finlândia, na Suíça e no Reino Unido.
O vídeo musical correspondente foi dirigido por Paul Hunter estreou em 21 de outubro de 2003 através do especial Making the Video. As cenas retratam Spears e Madonna interpretando duas rivais dentro de um clube noturno. Uma perseguição entre ambas inicia-se, e no final Britney acaba por encontrar Madonna, cuja desaparece antes de beijarem-se. A produção recebeu análises geralmente positivas dos críticos, que notaram uma simbolização dos papéis sexuais entre as mulheres. Como forma de divulgação, a cantora apresentou "Me Against the Music" em diversas ocasiões, como no NFL Kickoff Live, Saturday Night Live, American Music Awards e Total Request Live (2003). Ela também incluiu-a no repertório das turnês The Onyx Hotel Tour (2004), The Circus Starring Britney Spears, bem como em sua residência Britney: Piece of Me (2013-15). A faixa também foi regravada pelo elenco da série musical Glee e foi usada pelo duo francês Justice.

## Antecedentes
Os produtores estadunidenses Christopher "Tricky" Stewart e Penelope Magnet, conhecidos coletivamente como RedZone, entregaram a Spears a terceira faixa que eles haviam composto e produzido, "Pop Culture Whore". Ao passo em que a gestão da cantora gostou da canção, ela inicialmente rejeitou-a, dizendo que estava "sugada". Após encontrarem-se com Spears durante uma noite em Nova Iorque para "entrar em seu mundo", como Magnet explicou, ficou mais fácil "compor e saber o que ela diria ou não, para saber onde sua verdadeira vibração está". Stewart e Magnet começaram a trabalhar na primeira versão da canção; Stewart apresentou a faixa, enquanto Magnet desenvolveu a melodia do tema em um piano e parte das letras. O produtor compatriota The-Dream envolveu-se na canção depois que Stewart propôs-lhe a trabalhar juntos na obra para Spears. Ele explicou: "Eu estava apenas começando no negócio [musical]. Estava em Atlanta, dirigindo para a minha casa em um '92 Cadillac, e eu recebi a chamada. (...) Eu desliguei o telefone e só ouvia sons alegres". Durante as sessões de gravação, Stewart lembrou que o ar-condicionado do estúdio deixou de funcionar por três dias, mas Spears "não reclamou de nada, e para mim isso mostra que ela está onde está por uma razão".
Enquanto ensaiava para o MTV Video Music Awards de 2003, Spears apresentou a Madonna uma versão finalizada da faixa. Após Madonna comentar que gostou da canção, Spears pediu-lhe para participar do tema. RedZone então entregaram "Me Against the Music" para Madonna, que arranjou e gravou a adição de seus vocais adições por conta própria, tornando a música um dueto. Spears, que era fã de Madonna há anos, ficou "mais do que surpresa" quando ouviu o verso de Madonna, comentando: "Eu só pedi para ela fazer uma coisa pequena, mas ela realmente entregou-se. Ela fez um monte de coisas para a música". Originalmente, a Jive Records cogitou lançar "Outrageous" como o primeiro single do trabalho, porém Spears convenceu a gravadora a distribuir "Me Against the Music". Depois que apresentou o tema pela primeira vez no NFL Kickoff Live de 2003, a cantora recusou-se a dizer se a faixa seria o primeiro foco de promoção do disco, mas comentou que "há alguns surpresas que vão surgir na música que eu estou ficando realmente animada". Em 16 de setembro de 2003, foi confirmado que "Me Against the Music" seria lançada como o primeiro single de In the Zone.

## Vídeo musical
O vídeo de "Me Against the Music" teve direção por Paul Hunter. Foi indicado ao MTV Video Music Brasil na categoria Melhor Videoclipe Internacional, mas perdeu para o de "Numb", da banda Linkin Park.

## Covers e versões
Cantada por Heather Morris e Naya Rivera, "Me Against The Music" foi regravada pelo programa musical Glee no episódio "Britney/Brittany". As personagens de Morris e Rivera cantam a música em uma alucinação provocada pela anestesia do dentista Carl. Na alucinação, as duas interpretam Britney e Madonna e recriam o clipe oficial com a participação do elenco da série e da própria Spears ao final da performance quando, a mesma, encurrala Madonna contra a parede.

## Listas de faixas
| CD single e download digital |                                                         |             |  |
| N.º                          | Título                                                  | Duração     |  |
| 1.                           | "Me Against the Music" (Video Mix)                      | 3:47*/3:44^ |  |
| 2.                           | "Me Against the Music" (Rishi Rich's Desi Kulcha Remix) | 4:32*/4:29^ |  |
| 3.                           | "Me Against the Music" (Peter Rauhofer Radio Mix)       | 3:46*/3:43^ |  |
| 4.                           | "Me Against the Music" (The Mad Brit Mixshow)           | 5:55        |  |

| CD single - Parte 2 |                                                         |         |  |
| N.º                 | Título                                                  | Duração |  |
| 1.                  | "Me Against the Music" (Rishi Rich's Desi Kulcha Remix) | 4:33    |  |
| 2.                  | "Me Against the Music" (Passengerz vs. The Club Mix)    | 7:34    |  |
| 3.                  | "Me Against the Music" (Terminalhead Vocla Mix)         | 7:07    |  |
| 4.                  | "Me Against the Music" (Video Mix Instrumental)         | 3:35    |  |

| CD single de remixes |                                                                |         |  |
| N.º                  | Título                                                         | Duração |  |
| 1.                   | "Me Against the Music" (Video Mix)                             | 3:47    |  |
| 2.                   | "Me Against the Music" (The Trak Starz Remix)                  | 3:34    |  |
| 3.                   | "Me Against the Music" (Gabriel & Dresden Club Mix)            | 8:54    |  |
| 4.                   | "Me Against the Music" (Peter Rauhofer's Radio Mix)            | 3:46    |  |
| 5.                   | "Me Against the Music" (The Mad Brit Mixshow)                  | 5:58    |  |
| 6.                   | "Me Against the Music" (Bloodshy & Avant "Dubbie Style" Remix) | 5:18    |  |
| 7.                   | "Me Against the Music" (Kanye West Remix)                      | 3:43    |  |

"*" indica a duração da edição física (CD).
"^" indica a duração da edição digital.

## Desempelho nas tabelas musicais
| Território - Tabela (2003-2004)                               | Melhor posição |
| ------------------------------------------------------------- | -------------- |
| Alemanha - Media Control AG                                   | 5              |
| Austrália - Australian Recording Industry Association         | 1              |
| Bélgica (Valônia) - Ultratop 50                               | 1              |
| Bélgica (Flandres) - Ultratop 50                              | 1              |
| Canadá - Canadian Hot 100                                     | 1              |
| Dinamarca - Tracklisten                                       | 1              |
| Estados Unidos - Billboard Hot 100                            | 35             |
| Estados Unidos - Hot Dance Club Songs                         | 1              |
| Estados Unidos - Pop Songs                                    | 11             |
| Finlândia - Suomen virallinen lista                           | 5              |
| França - Syndicat National de l'Édition Phonographique        | 11             |
| Itália - Federazione Industria Musicale Italiana              | 2              |
| Noruega - VG-lista                                            | 2              |
| Nova Zelândia - Recording Industry Association of New Zealand | 13             |
| Países Baixos - Dutch Top 40                                  | 6              |
| Reino Unido - The Official Charts Company                     | 9              |
| Suíça - Schweizer Hitparade                                   | 4              |
| Suécia - Sverigetopplistan                                    | 5              |
| União Europeia - European Hot 100                             | 1              |
| Áustria - Ö3 Austria Top 40                                   | 12             |